# Yakovlev Yak-4
Yakovlev Yak-4 (in caratteri cirillici Яковлев Як-4), bombardiere leggero a corto raggio sviluppato in Unione Sovietica nei primi anni quaranta e progettato dall'OKB 115 Jakovlev diretto da Aleksandr Sergeevič Jakovlev.
Derivato dal precedente Yak-2, era un aereo monoplano ad ala bassa e bimotore; venne utilizzato dalla Voyenno-Vozdushnye Sily, l'aeronautica militare sovietica, durante la seconda guerra mondiale.

## Storia del progetto
Nato nell'estate del 1940 come versione migliorata dello Yakovlev BB-22, e quindi a sua volta denominato BB-22bis, il bimotore realizzato dall'OKB Yakovlev avrebbe ricevuto la denominazione finale come Yak-4 solamente nel dicembre dello stesso anno, in occasione della revisione complessiva del sistema di nomenclatura utilizzato dalla V-VS.
La modifica principale consisteva nell'impiego dei più potenti motori Klimov M-105 in sostituzione degli originari M-103, ma vennero introdotte numerose modifiche strutturali ed aerodinamiche grazie alle quali Jakovlev contava di superare i difetti evidenziati dalla prima versione del bombardiere. Venne perciò modificata l'ala, al cui interno furono installati ulteriori serbatoi di carburante in aggiunta a quelli preesistenti, variata la struttura del carrello d'atterraggio, le cui unità principali passarono alla configurazione con ruote gemelle, ed infine ulteriormente rivista la cabina di pilotaggio già oggetto di precedenti interventi di modifica.
Il BB-22bis entrò in produzione presso il GAZ-81 nel novembre del 1940, soppiantando sulle linee di montaggio il modello originario, per quanto presentasse ancora problemi di stabilità che ne facevano, almeno a pieno carico, un velivolo che solo i piloti più esperti potevano condurre in sicurezza. A produzione già in corso vennero introdotte modifiche alle rastrelliere alari rendendole idonee al trasporto di bombe più pesanti e di serbatoi supplementari di carburante sganciabili.
Sebbene alcune fonti indichino in 600 il numero di esemplari di Yak-2 e Yak-4 complessivamente costruiti, altri attribuiscono al costruttore una ricostruzione non veritiera dei numeri che si attesterebbero invece a circa 200 unità complessivamente costruite, numero da suddividere equamente tra i due diversi modelli.

## Tecnica

### Cellula

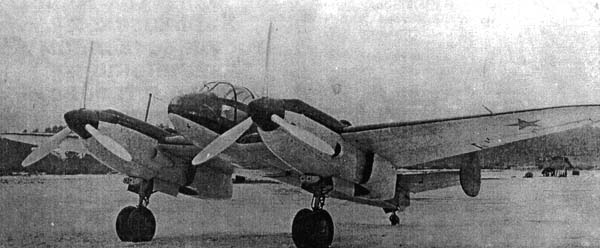
Veduta anteriore dello Yak-4.

Lo Yak-4 manteneva inalterata l'impostazione del predecessore: era un velivolo bimotore ad ala bassa e la sua fusoliera aveva sezione ovale e struttura mista. La parte anteriore e centrale della fusoliera aveva struttura a semiguscio, con rivestimento lavorante in compensato su quattro correntini e undici ordinate, con la parte inferiore integrata nell'ala, anch'essa in legno e costruita in un unico pezzo assemblato su due robusti longheroni e trentatré centine con rivestimento lavorante in compensato.
La cabina di pilotaggio vedeva il pilota ed il navigatore (cui spettavano anche compiti di mitragliere) disposti in tandem sotto un'unica cappottina vetrata; rispetto allo Yak-2 la superficie vetrata era stata ampliata anche verso la parte inferiore della fusoliera, al fine di garantire una maggiore visuale al pilota.
La zona posteriore della fusoliera aveva struttura in tubi d'acciaio saldati, a formare una travatura reticolare secondo lo schema "Warren" imbullonata all'estremità posteriore della parte lignea centrale e ricoperta in lega leggera, mentre era stata abbandonata la struttura secondaria collassabile in volo, caratteristica dello Yak-2.
L'ala sosteneva le gondole dei motori, allungate posteriormente a sporgere oltre il bordo di uscita, su cui, da entrambi i lati delle gondole, si estendevano ipersostentatori con struttura in duralluminio e rivestimento in tela. Rispetto allo Yak-2 vennero ricavati serbatoi supplementari di carburante integrati nella struttura all'estremità delle ali, ciascuno della capienza di 90 litri.
Gli impennaggi erano del tipo a doppia deriva in duralluminio.
Il carrello d'atterraggio era di tipo triciclo posteriore, con gli elementi anteriori dotati di doppia ruota ed imperniati all'interno delle gondole motore, entro cui si ritraevano ruotando all'indietro. In posizione retratta, le ruote del carrello anteriore sporgevano parzialmente delle gondole motore al fine di facilitare gli atterraggi d'emergenza a carrello retratto. Nel cono di coda della fusoliera, era alloggiato un ruotino di tipo sterzante, anch'esso retraibile.

### Motore
Principale elemento di discontinuità rispetto allo Yak-2 era costituito dall'impiego di una coppia di motori Klimov M-105 in luogo degli M-103 precedenti; dotato di compressore (di tipo meccanico) a doppia velocità e di doppia valvola d'aspirazione per ogni cilindro, l'M-105 era un motore a dodici cilindri a V raffreddati a liquido, in grado di sviluppare la potenza di 1 050 hp (pari a 783 kW). In considerazione dei problemi di surriscaldamento incontrati, rispetto allo Yak-2 vennero rivisti gli impianti di alimentazione e raffreddamento dei motori.

### Armamento
La parte centrale della fusoliera dello Yak-4 incorporava un vano bombe interno nel quale potevano essere sistemate quattro bombe FAB-100 da 100 kg ciascuna oppure venti bombe di minori dimensioni, inoltre era prevista la possibilità di trasportare altre due FAB-100 in rastrelliere subalari. Nel corso della produzione le rastrelliere vennero modificate al fine di poter trasportare anche bombe FAB-250 (da 250 kg), portando la capacità offensiva teorica ad un massimo di 900 kg di bombe.
L'armamento difensivo era costituito da due mitragliatrici ShKAS calibro 7,62 mm, camerate per il munizionamento 7,62 × 54 mm R: una disposta in posizione fissa nella prua dell'aereo e dotata di 450 proiettili, l'altra, brandeggiabile dalla postazione del navigatore, era fornita di 1 000 proiettili.

## Impiego operativo
Le ultime consegne degli Yak-4 avvennero nel mese di aprile del 1941 ed alla vigilia dell'Operazione Barbarossa erano 24 gli esemplari in servizio presso il 314º ed il 316º Reggimento da Ricognizione ed il 136º Reggimento da Bombardamento, inquadrati nel distretto militare di Kiev anche se i tempi di consegna, a ridosso dell'inizio della guerra non avevano consentito l'acclimatamento degli equipaggi con il nuovo velivolo.
All'inizio dell'invasione tedesca gli Yak-4 vennero impiegati in missioni di ricognizione in ragione della loro velocità superiore a quella degli altri aerei sovietici disponibili e in diverse occasioni si dimostrarono in grado di sfuggire all'intercettazione da parte dei Messerschmitt Bf 109E, ma alla sera del 10 giugno 1941, dopo aver svolto complessivamente 127 missioni, gli esemplari in condizioni operative si erano ridotti a non più di sei o sette. Altri Yak-4 erano inquadrati nel 3º Corpo Aereo da Bombardamento a lungo raggio e parteciparono, insieme ad alcuni Ilyushin DB-3, ad un raid contro il ponte sulla Beresina.
Dei circa cento esemplari costruiti complessivamente solamente una trentina risultavano ancora in linea all'inizio del mese di ottobre del 1941, dispersi presso diversi reparti (10º, 44º, 48º e 53º Reggimento da Bombardamento a medio raggio e 53º Reggimento a corto raggio), mentre, da racconti di testimoni oculari, sembrerebbe almeno uno Yak-4 sia sopravvissuto integro al conflitto.

## Utilizzatori
Unione Sovietica
- Voenno-vozdušnye sily

### Annotazioni
1. ↑  In cirillico "Государственный Авиационный Завод", la cui traslitterazione risulta essere "Gosudarstvenn'ij Aviatsionn’ij Zavod", tradotto letteralmente dalla lingua russa "Impianto d'Aviazione Statale"
2. ↑  "Fugasnaâ Aviacionnaâ Bomba", bomba esplosiva per l'aviazione

### Fonti
1. ↑  Gunston e Gordon, 1997, p. 60.
2. ↑  Gunston, 1995.
3. 1 2 3  Gunston e Gordon, 1997, p. 58.
4. 1 2 3 4 5 6 7 8 9 10 11  Gunston e Gordon, 1997, p. 59.
5. ↑  Boroli e Boroli, 1983, p. 239.
6. 1 2 3 4 5 6  Gordon, Khazanov e Medved', 1999, p. 87.
7. ↑  Gordon, Komissarov e Komissarov; 2005, p. 66.
8. 1 2 3 4  Gunston e Gordon, 1997, p. 55.
9. ↑  Gordon, Komissarov e Komissarov; 2005, p. 59.
10. 1 2 3  Gunston e Gordon, 1997, p. 56.
11. ↑  Gordon, Komissarov e Komissarov, 2005, p. 63.
12. ↑  Gordon, Khazanov e Medved', 1999, p. 86.
13. ↑  Gordon, Komissarov e Komissarov; 2005, p. 62.
14. ↑  Gunston e Gordon, 1997, p. 57.
15. ↑  Gordon, Khazanov e Medved', 1999, p. 88.